# Nhân học pháp y
Nhân học pháp y là một lĩnh vực khoa học liên ngành, ứng dụng kiến thức chuyên sâu về giải phẫu học và các phân ngành liên quan như khảo cổ học pháp y và pháp y học thực nghiệm vào các bối cảnh pháp lý. Các chuyên gia nhân học pháp y đóng vai trò quan trọng trong việc hỗ trợ các cuộc điều tra hình sự, đặc biệt trong những trường hợp liên quan đến việc xác định danh tính của nạn nhân từ các hài cốt không còn nguyên vẹn, chẳng hạn như trong các vụ tai nạn máy bay, thảm họa thiên nhiên, hoặc các vụ án mạng có tính chất phức tạp.